# Bevče
Bevče so naselje v Mestni občini Velenje.